# Giovanni Truppi

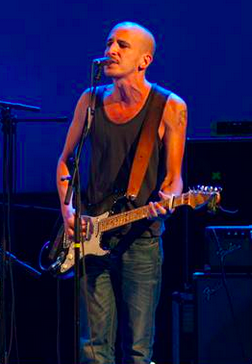
Truppi 2015

Giovanni Truppi (* 21. Februar 1981 in Neapel) ist ein italienischer Musiker.

## Karriere
Der Multiinstrumentalist machte erstmals 2010 auf sich aufmerksam, als er beim unabhängigen Label Cinico Disincanto sein Debütalbum C’è un me dentro di me vorlegte. Es folgten ausgedehnte Tourneen durch Italien und weitere Alben. Außerdem arbeitete er sowohl als Songwriter als auch als Instrumentalist mit anderen Musikerkollegen zusammen, darunter Motta. 2017 steuerte er den Titelsong zum Film Amori che non sanno stare al mondo von Francesca Comencini bei, der für den Nastro d’Argento in der Kategorie bestes Originallied nominiert wurde. Im selben Jahr veröffentlichte er das Akustik-Album Solopiano.
Truppis fünftes Album Poesia e civiltà erschien 2019 erstmals bei einem Major-Label (Universal) und konnte die italienischen Charts erreichen. Im selben Jahr wurde er von unabhängigen Labels als Künstler des Jahres ausgezeichnet. 2020 veröffentlichte der Musiker die EP 5, die vom Comic-Buch Cinque begleitet wurde. Im Jahr darauf erschien das Buch L’avventura, in dem Truppi seine Erlebnisse während einer Konzertreise im Sommer 2020 (während der COVID-19-Pandemie) beschreibt. Beim Sanremo-Festival 2022 belegte er mit dem Lied Tuo padre, mia madre, Lucia den 19. Platz.

## Diskografie
Alben und EPs
- C’è un me dentro di me (Cinico Disincanto; 2010)
- Il mondo è come te lo metti in testa (Jaba Jaba Music / Audioglobe; 2013)
- Giovanni Truppi (Woodworm/Audioglobe; 2015)
- Solopiano (Woodworm; 2017)
- Poesia e civiltà (Virgin/Universal; 2019)
- 5 (Virgin/Universal; 2020)
- Tutto l’universo (Virgin/Universal; 2022)

## Bibliografie
- Giovanni Truppi: Cinque. Coconino Press, 2020, ISBN 978-88-7618-545-8.
- Giovanni Truppi: L’avventura. La nave di Teseo, Mailand 2021, ISBN 978-88-939510-2-9.

## Belege
1. ↑  Nicolò Figini: Chi è Giovanni Truppi? Età, fidanzata e Instagram. In: Novella2000.it. 6. Februar 2022, abgerufen am 20. Februar 2022 (italienisch).
2. ↑  Giordano SanGiorgi: Albo d’oro – PIMI. MEI – Meeting degli Indipendenti, abgerufen am 5. Dezember 2021 (italienisch).
3. ↑  Alben von Giovanni Truppi. In: Italiancharts.com. Hung Medien, abgerufen am 5. Dezember 2021.

| Personendaten    | Personendaten         |
| ---------------- | --------------------- |
| NAME             | Truppi, Giovanni      |
| KURZBESCHREIBUNG | italienischer Musiker |
| GEBURTSDATUM     | 21. Februar 1981      |
| GEBURTSORT       | Neapel, Italien       |